# Young Boys Diekirch
Young Boys Diekirch ist ein luxemburgischer Fußballverein aus Diekirch. Der Klub trägt seine Heimspiele im 1.450 Zuschauer fassenden Stade Municipal aus. Die Vereinsfarben sind gelb und blau.

## Geschichte
Der Verein wurde am 21. September 1908 als Football Club Diekirch gegründet. Am 10. Februar 1909 erhielt er durch den Zusatz Young Boys seinen heutigen Namen. Während der deutschen Besetzung Luxemburgs im Zweiten Weltkrieg hieß der Verein ab 1940 FK Diekirch. 1944 erfolgte die Rückbenennung in Young Boys.
Mit Ausnahme der Saison 1915/16 spielte der Verein zwischen 1914 und 1919 in der Nationaldivision, der höchsten luxemburgischen Spielklasse.
Lediglich in den Spielzeiten 1950/51 und 1978/79 gelang für je eine Saison die Rückkehr in die Erstklassigkeit. Seitdem pendelten die Young Boys zwischen der Ehrenpromotion und der drittklassigen 1. Division.
Schaffte der Verein 2012 gerade noch den Klassenerhalt durch ein 6:4 im Elfmeterschießen (2:2 n. V., 6:4 i. E.) im Barragespiel gegen den Zweiten der 1. Division, 2. Bezirk, Sporting Club Steinfort, so war der Abstieg aus der Ehrenpromotion 2013 mit nur einem Sieg und 25 Niederlagen in 26 Spielen unvermeidlich. Am Ende der Saison 2013/14 folgte ein weiterer Abstieg in die viertklassige 2. Division. 2019 gelang der Wiederaufstieg in die 1. Division.
Bei der Teilnahme am Coupe de Luxembourg erreichte die Mannschaft dreimal das Halbfinale, scheiterte jedoch an den späteren Pokalsiegern Jeunesse Esch (1:1 und 0:4, 1976), Red Boys Differdingen (1:2 und 1:2, 1979) sowie Union Luxemburg (0:3, 1989).

## Frauenmannschaft
Die Damenmannschaft des Vereins spielt seit 2019 in der höchsten luxemburgischen Spielklasse, der Dames Ligue 1. Der fünfte Platz in der Saison 2022/23 war die beste Platzierung dort.

## Bekannte Spieler
- Léon Metzler (1896–1930), luxemburgischer Nationalspieler, Teilnehmer am olympischen Fußballturnier 1920
- Alphonse Leweck (* 1981), luxemburgischer Nationalspieler
- Charles Leweck (* 1983), luxemburgischer Nationalspieler
- Julie Marques Abreu (* 2004), luxemburgische Nationalspielerin